# Ed Gordon
Ed Gordon   (Jackson, 1 de juliol de 1908 - Detroit, 5 de setembre de 1971) va ser un atleta estatunidenc, especialista en salt de llargada, que va competir durant les dècades de 1920 i 1930.
El 1928 va prendre part en els Jocs Olímpics d'Amsterdam, on fou setè en el salt de llargada del programa d'atletisme. Quatre anys més tard, als Jocs de Los Angeles, va guanyar la medalla d'or en el salt de llargada del programa d'atletisme.
El 1929 i 1932 guanyà el títol de l'AAU i de 1929 a 1931 guanyà el de l'NCAA.

## Millors marques
- Salt de llargada. 7m 73cm (1932)
- Triple salt. 14m 63cm (1928)[1][2]